# Medonia
Medonia là một chi bọ cánh cứng trong họ 
Elateridae.
Chi này được miêu tả khoa học năm 1860 bởi Candèze.

## Các loài
Các loài trong chi này gồm:
- Medonia deromecoides Schwarz, 1906
- Medonia livida Fleutiaux, 1907
- Medonia punctatosulcata (Solier, 1851)
- Medonia truncatipennis Fleutiaux, 1907